# Alistair Cooke

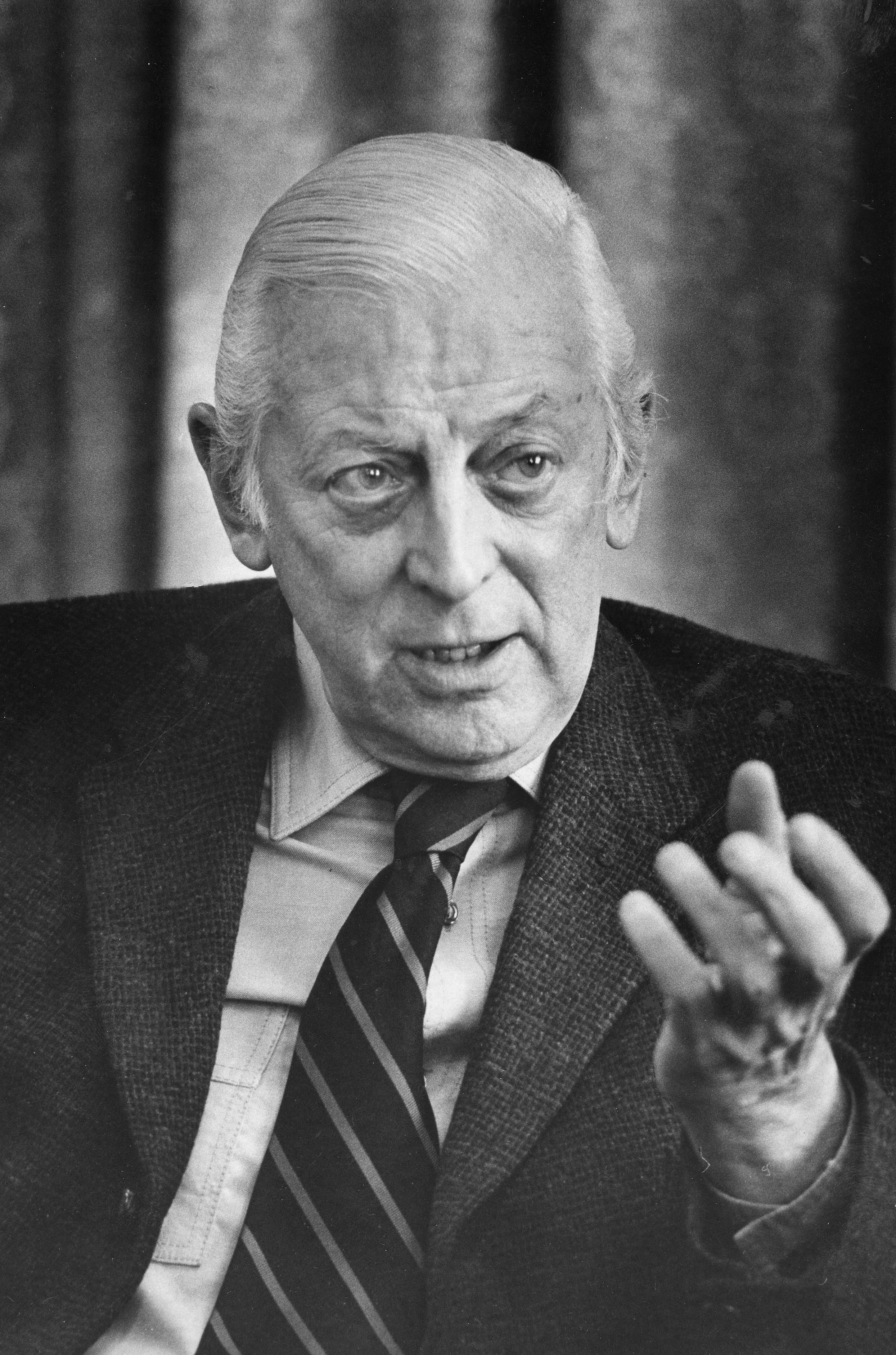
Alistair Cooke am 18. März 1974

Alistair Cooke KBE (* 20. November 1908 in Salford, Lancashire; † 30. März 2004 in New York; geboren als Alfred Cooke) war ein britisch-amerikanischer Journalist und Moderator.

## Frühe Jahre als Journalist
Nach seinem Studienabschluss 1934 bewarb sich Cooke erfolgreich als BBC-Filmkritiker. Er übernahm damit die Stelle von Oliver Baldwin, dem Sohn des amtierenden britischen Premierministers Stanley Baldwin. Gleichzeitig arbeitete er als Londoner Korrespondent für den amerikanischen Sender NBC. Unter dem Titel Londoner Briefe (Orig.: London Letter) produzierte er wöchentlich einen 15-minütigen Radiobeitrag über die britische Lebensart für amerikanische Hörer. 1936 berichtete er ausführlich über die Abdankung Edwards VIII. Ferner gehörte er einem öffentlichen Diskussionspanel unter dem Vorsitz von George Bernhard Shaw zu korrekter Aussprache des Englischen an.

## Emigration in die USA
1937 zog Cooke in die USA und stellte einen Antrag auf amerikanische Staatsbürgerschaft. Am 1. Dezember 1941, sechs Tage vor dem Luftangriff Japans auf Pearl Harbor und dem Kriegseintritt der USA wurde dem Antrag stattgegeben.
Kurz nach seiner Ausreise hatte Cooke der BBC vorgeschlagen, die Londoner Briefe von Amerika aus weiterzuführen, als Information für britische Hörer über das Leben in Amerika. Unter dem Titel Neues aus Manhattan (Orig.: Mainly about Manhattan) sendete die BBC 1938 einige Folgen der Sendereihe, ließ die Idee mit dem Beginn des Zweiten Weltkriegs jedoch wieder fallen. Stattdessen wurde Cooke beauftragt, einen Amerikanischen Kommentar (Orig.: American Commentary) zum Krieg zu schreiben.
In dieser Zeit unternahm Cooke ausgedehnte Reisen durch das Land. Er wollte Material sammeln über die Lebensverhältnisse der „einfachen“ Amerikaner während des Krieges. Da sein Verleger jedoch an Büchern über den Krieg  wenig Interesse fand, verschwand das Manuskript in der Ablage. Erst 60 Jahre später, kurz vor Cookes Tod im März 2004, wurde es wiederentdeckt und 2006 unter dem Titel The American Home Front 1941–1942 als Buch in den USA veröffentlicht.
Der erste Brief aus Amerika (1950 von American Letter in Letter from America umbenannt) wurde am 24. März 1946 gesendet. Geplant war die Sendereihe nur für dreizehn Wochen. Sollte sie sich als großer Erfolg erweisen, würde sie um weitere dreizehn Wochen verlängert, sagte ihm die BBC. Danach müsse Schluss sein, weil die BBC kein Geld habe. Doch aus dem Brief aus Amerika wurde die längste, ununterbrochen ausgestrahlte, von einem einzigen Autor präsentierte Sendereihe in der Geschichte des Hörfunks. Nach 58 Jahren und 2869 Folgen wurde die Serie im März 2004 – Cooke war inzwischen 95 Jahre alt und litt unter Herzbeschwerden – eingestellt.
25 Jahre lang berichtete Alistair Cooke auch für den Manchester Guardian (später The Guardian). In den USA bekannt und populär wurde er vor allem durch die von PBS (Public Broadcasting Service) ausgestrahlte Sendereihe Meisterwerke des Theaters (Orig.: Masterpiece Theater). Cooke moderierte und produzierte die Reihe von 1971 bis 1992. Sowohl in Großbritannien als auch in den USA lief die von ihm moderierte Fernsehserie Amerika: Eine persönliche Geschichte der Vereinigten Staaten (Orig.: America: A Personal History of the United States). Die 1973 zum ersten Mal ausgestrahlte Sendereihe sowie das gleichnamige Buch wurden zum Bestseller.
Es war nicht zuletzt der Erfolg dieser Serien, der den US-Kongress veranlasste, Cooke als Gastredner zur Zweihundertjahrfeier der Vereinigten Staaten einzuladen.

## Alter und Tod
Alistair Cooke starb am 30. März 2004 im Alter von 95 Jahren in New York an Lungenkrebs. Sein Leichnam wurde eingeäschert, seine Asche auf seinen persönlichen Wunsch im Central Park von New York verstreut. Die Feier fand im engsten Familien- und Freundeskreis statt, unter konspirativen Umständen, um nicht öffentlich gegen ein entsprechendes Bestattungsverbot der Stadt New York zu verstoßen.
Am 23. Dezember 2005 bestätigte Cookes Tochter Susan einen Bericht der New York Daily News, wonach der Leichnam ihres Vaters vor der Einäscherung „chirurgisch ausgeplündert“ worden sei.
Wie die Ermittlungen der Staatsanwaltschaft ergaben, waren Leichenteile ihres Vaters von Beschäftigten des Unternehmens Biomedical Tissue Services (BTS) aus Fort Lee, New Jersey, operativ entfernt und zu Transplantationszwecken verkauft worden. Dies war ohne Kenntnis oder Zustimmung der Familie geschehen.
Der Fall Cooke war nur die Spitze des Eisbergs. Die Staatsanwaltschaft sprach von mehr als 1000 Leichen, an denen sich die Firma BTS in der Zeit von 2000 bis 2005 in New York und Pennsylvania vergangen hatte. Am 27. Juni 2008 wurde BTS-Chef, Michael Mastromarino, vom Obersten Gericht (Supreme Court) von Brooklyn, New York, wegen mehrerer Vergehen, darunter Leichendiebstahl, Gräberöffnung und ungesetzlichen Sezierens zu einer Freiheitsstrafe von 18 bis 54 Jahren verurteilt. Fünf Jahre später, am 7. Juli 2013, starb Mastromarino, in der Haft, im Alter von 49 Jahren an Krebs.

## Schriften
- Douglas Fairbanks: The Making of a Screen Character. 1940.
- Mencken. 1955.
- A William March Omnibus: with an introduction by Alistair Cooke. 1956.
- A Generation on Trial: The USA v. Alger Hiss. 1982, ISBN 0-313-23373-X.
- The Patient Has the Floor. 1986, ISBN 1-55504-214-7.
- Six Men. 1977, ISBN 0-370-30056-4. Neuauflage: 1995, ISBN 1-55970-317-2.
  - Rebellen: biographische Notizen über prominente Zeitgenossen. Aus dem Amerikanischen übertragen von Albrecht Joseph. Belser, Stuttgart/Zürich 1978, ISBN 3-7630-1186-2.
- Fun & Games with Alistair Cooke: On Sport and Other Amusements. 1996, ISBN 1-55970-327-X.
- Memories of the Great and the Good. 2000, ISBN 1-55970-545-0.
- The American Home Front: 1941–1942. 2006, ISBN 0-87113-939-1.
- Alistair Cooke's American Journey: Life on the Home Front in the Second World War. 2006, ISBN 0-7139-9879-2.

### „Amerikabücher“
- Talk about America
- Letter from America: The Early Years 1946–1968.
- America Observed: From the 1940s to the 1980s/Ronald A. Wells.
- Letters from America: The Americans, Letters from America and Talk About America.
- One Man's America.
- The Americans.
- Alistair Cooke's America. 2002.
- Letter from America: (1946–2004). 2004, ISBN 1-4000-4402-2.
- The Marvellous Mania: Alistair Cooke on Golf. 2007, ISBN 978-071399996-9.